# Преграда
Преграда је град у Хрватској. Налази се у Крапинско-загорској жупанији. По попису из 2001. године у општини је живело 7.165 становника а у самом граду 1.564 становника.

## Географија
Преграда је смештена на најзападнијем делу Хрватског загорја, између ријеке Сутле и падина Мацељске горе. Окружују је горски масиви Кунагоре (520 m). Њену околину чине брежуљкасти и нискобрдовити терени са долином уз поток Костељину која припада сливу речице Крапине.
Општина граничи са општинама Десинић, Хум на Сутли, Крапина и Крапинске Топлице. Она се простире на површини од 67,26  на којој према попису становништва из 2001. живи 7.165 становника (107 становника/). Само насеље Преграда има 1.564 становника који живе на 10.9 . Иако је број становника у паду, подручје општине Преграда густина насељености у општини је веома велика.
У структури земљишта, пољопривредно земљиште заузима 63%, шуме 31% и неплодно земљиште 6%.
Од укупних обрадивих површина, 54% чине оранице и вртови, 29% виногради, 8% воћњаци и 9% ливаде. Основна пољопривредна производња своди се на производњу меса, млека, вина, воћа и других ратарских култура.
У општини је развијено рударство (производња угља) као и текстилна индустрија.

## Попис1991.
На попису становништва 1991. године, насељено место Преграда је имало 1.391 становника, следећег националног састава:
| Попис 1991.‍   | Попис 1991.‍  | Попис 1991.‍ | Попис 1991.‍ | Попис 1991.‍ |
| ------------- | ------------ | ----------- | ----------- | ----------- |
|               |              |             |             |             |
| Хрвати        | Хрвати       |             | 1.348       | 96,90%      |
| Југословени   | Југословени  |             | 13          | 0,93%       |
| Словенци      | Словенци     |             | 8           | 0,57%       |
| Срби          | Срби         |             | 4           | 0,28%       |
| Албанци       | Албанци      |             | 3           | 0,21%       |
| Македонци     | Македонци    |             | 1           | 0,07%       |
| Муслимани     | Муслимани    |             | 1           | 0,07%       |
| Немци         | Немци        |             | 1           | 0,07%       |
| Румуни        | Румуни       |             | 1           | 0,07%       |
| Црногорци     | Црногорци    |             | 1           | 0,07%       |
| неопредељени  | неопредељени |             | 8           | 0,57%       |
| непознато     | непознато    |             | 2           | 0,14%       |
| укупно: 1.391 |              |             |             |             |